# David Greenwood
Dave Murphy-Kasim Greenwood (Lynwood, 27 mei 1957 – Riverside, 8 juni 2025) was een Amerikaans basketballer die met de Detroit Pistons het NBA kampioenschap won in het seizoen 1989/90.

## Carrière
Greenwood speelde collegebasketbal voor de UCLA Bruins van 1975 tot 1979. Hij werd in de NBA draft van 1979 gekozen door de Chicago Bulls als tweede, juist achter Magic Johnson. Hij speelde zes seizoenen voor de Bulls voordat hij in oktober 1985 geruild werd naar de San Antonio Spurs voor George Gervin. Na drie seizoenen en een half werd hij in januari 1989 geruild samen met Darwin Cook naar de Denver Nuggets voor Calvin Natt en Jay Vincent.
In oktober 1989 tekende hij als vrije speler bij de Detroit Pistons waar hij een seizoen speelde en kampioen mee werd. In augustus 1990 tekende hij bij de San Antonio Spurs waar zijn contract werd ontbonden in mei 1991.
Greenwood overleed op 8 juni 2025 op 68-jarige leeftijd.

## Erelijst
- NBA-kampioen: 1990
- NBA All-Rookie First Team: 1980

## Statistieken

### Reguliere seizoen
| Seizoen  | Team              | WG  | WS  | MPW  | 2P%  | 3P%  | FW%  | RPW  | APW | SPW | BPW | PPW  |
| -------- | ----------------- | --- | --- | ---- | ---- | ---- | ---- | ---- | --- | --- | --- | ---- |
| 1979/80  | Chicago Bulls     | 82  | 82  | 34,0 | 47,4 | 14,3 | 81,0 | 9,4  | 2,2 | 0,7 | 1,6 | 16,3 |
| 1980/81  | Chicago Bulls     | 82  | 82  | 33,0 | 48,6 | 0,0  | 74,8 | 8,8  | 2,7 | 0,9 | 1,5 | 14,4 |
| 1981/82  | Chicago Bulls     | 82  | 82  | 35,5 | 47,3 | 0,0  | 82,5 | 9,6  | 3,2 | 0,9 | 1,1 | 14,6 |
| 1982/83  | Chicago Bulls     | 79  | 61  | 29,8 | 45,5 | 0,0  | 70,8 | 9,7  | 1,9 | 0,7 | 1,1 | 10,0 |
| 1983/84  | Chicago Bulls     | 78  | 76  | 34,8 | 49,0 | 0,0  | 73,7 | 10,1 | 1,8 | 0,9 | 0,9 | 12,2 |
| 1984/85  | Chicago Bulls     | 61  | 28  | 25,0 | 45,8 | 0,0  | 71,3 | 6,4  | 1,3 | 0,6 | 0,3 | 6,1  |
| 1985/86  | San Antonio Spurs | 68  | 24  | 28,1 | 51,0 | 0,0  | 77,2 | 7,8  | 1,3 | 0,5 | 0,8 | 7,9  |
| 1986/87  | San Antonio Spurs | 79  | 78  | 32,7 | 51,3 | 50,0 | 78,5 | 9,9  | 3,0 | 0,9 | 0,6 | 11,9 |
| 1987/88  | San Antonio Spurs | 45  | 40  | 27,5 | 46,0 | 0,0  | 74,8 | 6,7  | 2,2 | 0,7 | 0,5 | 8,6  |
| 1988/89  | San Antonio Spurs | 38  | 15  | 24,0 | 42,5 | —    | 80,0 | 6,3  | 1,4 | 0,8 | 0,6 | 7,7  |
| 1988/89  | Denver Nuggets    | 29  | 3   | 16,9 | 41,9 | —    | 67,6 | 5,7  | 1,4 | 0,6 | 1,0 | 5,9  |
| 1989/90  | Detroit Pistons   | 37  | 0   | 5,5  | 42,3 | —    | 55,2 | 2,1  | 0,3 | 0,1 | 0,2 | 1,6  |
| 1990/91  | San Antonio Spurs | 63  | 11  | 16,2 | 50,3 | 0,0  | 73,4 | 3,5  | 0,8 | 0,5 | 0,4 | 3,8  |
| Carrière | Carrière          | 823 | 582 | 28,4 | 47,7 | 13,8 | 76,5 | 7,9  | 2,0 | 0,7 | 0,9 | 10,2 |

### Play-offs
| Seizoen  | Team              | WG | WS | MPW  | 2P%   | 3P% | FW%  | RPW | APW | SPW | BPW | PPW  |
| -------- | ----------------- | -- | -- | ---- | ----- | --- | ---- | --- | --- | --- | --- | ---- |
| 1980/81  | Chicago Bulls     | 6  | —  | 35,3 | 58,6  | 0,0 | 41,7 | 7,3 | 1,8 | 1,5 | 0,8 | 17,8 |
| 1984/85  | Chicago Bulls     | 4  | 4  | 34,8 | 53,6  | —   | 80,0 | 7,8 | 1,3 | 1,5 | 1,0 | 9,5  |
| 1985/86  | San Antonio Spurs | 3  | 3  | 33,7 | 52,2  | —   | 75,0 | 6,0 | 1,0 | 1,0 | 0,3 | 10,0 |
| 1988/89  | Denver Nuggets    | 3  | 0  | 11,3 | 33,3  | —   | 50,0 | 3,7 | 0,3 | 0,3 | 0,3 | 1,7  |
| 1989/90  | Detroit Pistons   | 5  | 0  | 9,4  | 50,0  | —   | 25,0 | 1,8 | 0,0 | 0,4 | 0,1 | 1,0  |
| 1990/91  | San Antonio Spurs | 1  | 0  | 5,0  | 100,0 | —   | —    | 2,0 | 2,0 | 0,0 | 0,0 | 2,0  |
| Carrière | Carrière          | 22 | 7  | 24,5 | 55,7  | 0,0 | 58,3 | 5,2 | 1,0 | 1,0 | 0,5 | 8,5  |

00 Bedford · 
4 Dumars · 
10 Rodman · 
11 Thomas · 
12 Henderson · 
15 Johnson · 
22 Salley · 
23 Aguirre · 
33 Greenwood · 
35 Hastings · 
40 Laimbeer · 
53 Edwards · 
Coach Daly